# 駐智利臺北經濟文化辦事處
駐智利臺北經濟文化辦事處，亦稱駐智利代表處，是中華民國政府派駐智利共和國的代表機構。
辦事處負責推動臺灣與智利之間的雙邊關係，以及辦理護照、簽證、文件證明等领事相關業務，並提供僑民服務與旅外國人急難救助，功能等同邦交國的大使館。館務轄區為福克兰群岛。
智利政府派駐臺灣的代表機構則是智利商務辦事處（英語：Chilean Trade Office）。

## 歷史
1975年9月30日，中華民國於首都聖地牙哥設立具大使館功能的駐智利遠東商務辦事處。
1990年12月22日，更名為駐智利臺北商務辦事處。
1992年5月12日，復更名為駐智利臺北經濟文化辦事處，於6月26日掛牌。並設立經濟組、僑務組、領務組負責相關事務。

## 外部連結
- 駐智利臺北經濟文化辦事處的Facebook、Twitter